# Cyrtandra grandis
Cyrtandra grandis är en tvåhjärtbladig växtart som beskrevs av Carl Ludwig von Blume. Cyrtandra grandis ingår i släktet Cyrtandra och familjen Gesneriaceae. Inga underarter finns listade i Catalogue of Life.